# Калангуйское городское поселение
Городско́е поселе́ние «Калангуйское» — муниципальное образование в Оловяннинском районе Забайкальского края Российской Федерации.
Административный центр — пгт Калангуй.

## История
Статус и границы городского поселения установлены Законом Читинской области от 19 мая 2004 года «Об установлении границ, наименований вновь образованных муниципальных образований и наделении их статусом сельского, городского поселения в Читинской области»

## Население
| 2009  | 2010  | 2011  | 2012  | 2013  | 2014  | 2015  |
| ----- | ----- | ----- | ----- | ----- | ----- | ----- |
| 2476  | ↘2112 | ↘2107 | ↘1996 | ↘1929 | ↘1865 | ↘1802 |
| 2016  | 2017  | 2018  | 2019  | 2020  | 2021  |       |
| ↘1730 | ↘1663 | ↘1618 | ↘1545 | ↘1504 | ↘1302 |       |

## Состав городского поселения
| № | Населённый пункт | Тип населённого пункта      | Население |
| - | ---------------- | --------------------------- | --------- |
| 1 | Калангуй         | пгт, административный центр | ↘1302     |